# Dutse
Dutse er en by, der er hovedstad i den nigerianske delstat Jigawa und liegt i den nordlige del af landet. Befolkningen er anslået 39.265 mennesker (2012). Dermed er den den fjerdestørste by i Jigawa efter Hadejia, Gumel og Birnin Kudu.
Det kuperede område omkring Dutse er dækket af Savanne.
Dutse blev 12. december 1991 hovedstad i den netop da oprettede delstat Jigawa.
Dutse og dens omgivelser udgør en af Jigawa 27 Local Government Areas (LGA) med et areal på 1099 km². Ved folketællingen i 1991 havde det 138.452 indbyggere og en befolkningstæthed på 126 indb./km².

## Eksterne kilder og henvisninger
1. ↑  "World Gazetteer 2012". Arkiveret fra originalen 25. november 2015. Hentet 30. marts 2012.

11°47′34.13″N 9°19′21.54″Ø / 11.7928139°N 9.3226500°Ø